# Éparchie de Lyskovo
L'éparchie de Lyskovo (Лы́сковская епархия) est une éparchie (diocèse) de l'Église orthodoxe russe située en Russie dans l'oblast de Nijni Novgorod. Elle regroupe les paroisses et les monastères de la partie sud-est de l'oblast, dans les limites des raïons (arrondissements) de Bolchoïe Boldino, Bolchoïe Mourachkino, Boutourlino, Chatki, Gaguino, Kniaguinino, le raïon Krasnooktiabrski, les raïons de Loukoïanov, Lyskovo, Perevoz, Pervomaïsk, Pilna, Potchinki, Sergatch, Setchenovo, Spasskoïe, de Vad et de Vorotynets. Elle est suffragante du siège métropolitain de Nijni Novgorod.

## Histoire
Le vicariat de Lyskovo de l'éparchie de Nijni Novgorod est formé en 1923. Il est supprimé en 1950.
Le Saint-Synode de l'Église orthodoxe russe prend la décision le 15 mars 2012 d'ériger l'éparchie de Lyskovo à partir du territoire sud-est de l'éparchie de Nijni Novgorod. Son siège est la cathédrale de l'Ascension-du-Christ.

## Ordinaires
Vicariat de Lyskovo
- Zinovi (Krassovski) (22 décembre 1943 - 3 janvier 1946)
- Maxime (Batchinski) (3 janvier - 29 juillet 1946)
- Job (Kressovitch) (29 juillet 1946 - 7 décembre 1950)

Éparchie de Lyskovo
- Georges (Danilov) (15 mars 2012 - 17 novembre 2013) par intérim, métropolite de Nijni Novgorod
- Silouane (Glazkine) (depuis le 17 novembre 2013)

## Doyennés

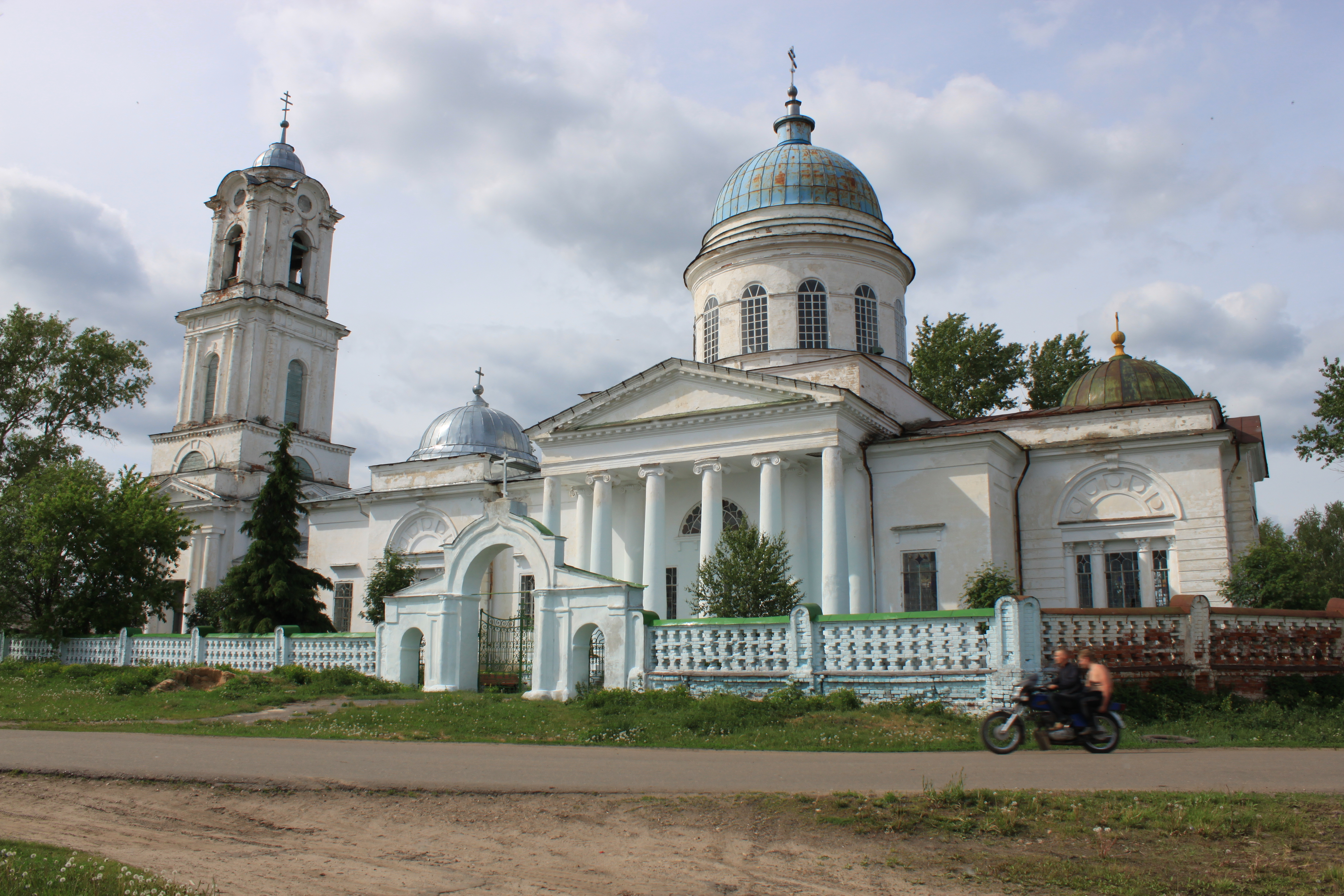
Vue de l'église de la Sainte-Trinité de Krasny Bor (doyenné de Chatki).

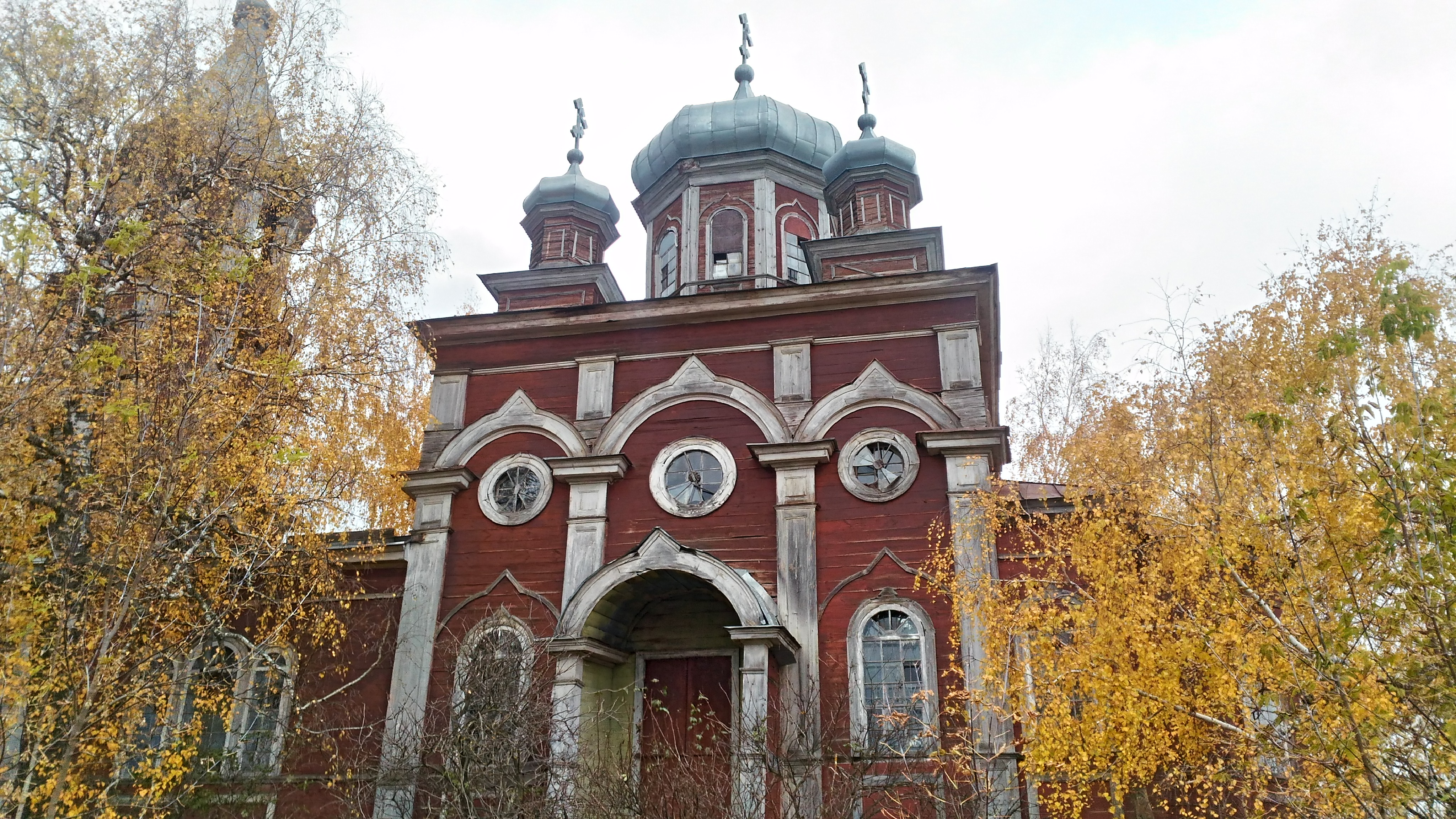
Vue de l'église de la Sainte-Trinité d'Ossinovka dans le doyenné de Boldino.

L'éparchie de Lyskovo est divisée en quinze doyennés (en octobre 2022):
- Doyenné de Boldino
- Doyenné de Bolchoïe Mourachkino
- Doyenné de Chatki
- Doyenné de Kniaguinino
- Doyenné de Loukoïanov
- Doyenné de Lyskovo
- Doyenné de Makariev
- Doyenné de Perevoz
- Doyenné de Pilna
- Doyenné de Potchinki
- Doyenné de Setchenovo
- Doyenné de Sergatch
- Doyenné de Tachino
- Doyenné de Vad
- Doyenné de Vorotynets

Le 10 avril 2013, le doyenné de Perevoz est formé à partir de territoires reçus de celui de Sergatch. Il est constitué des raïons de Perevoz, de Boutourlino et de Vad.

## Monastères

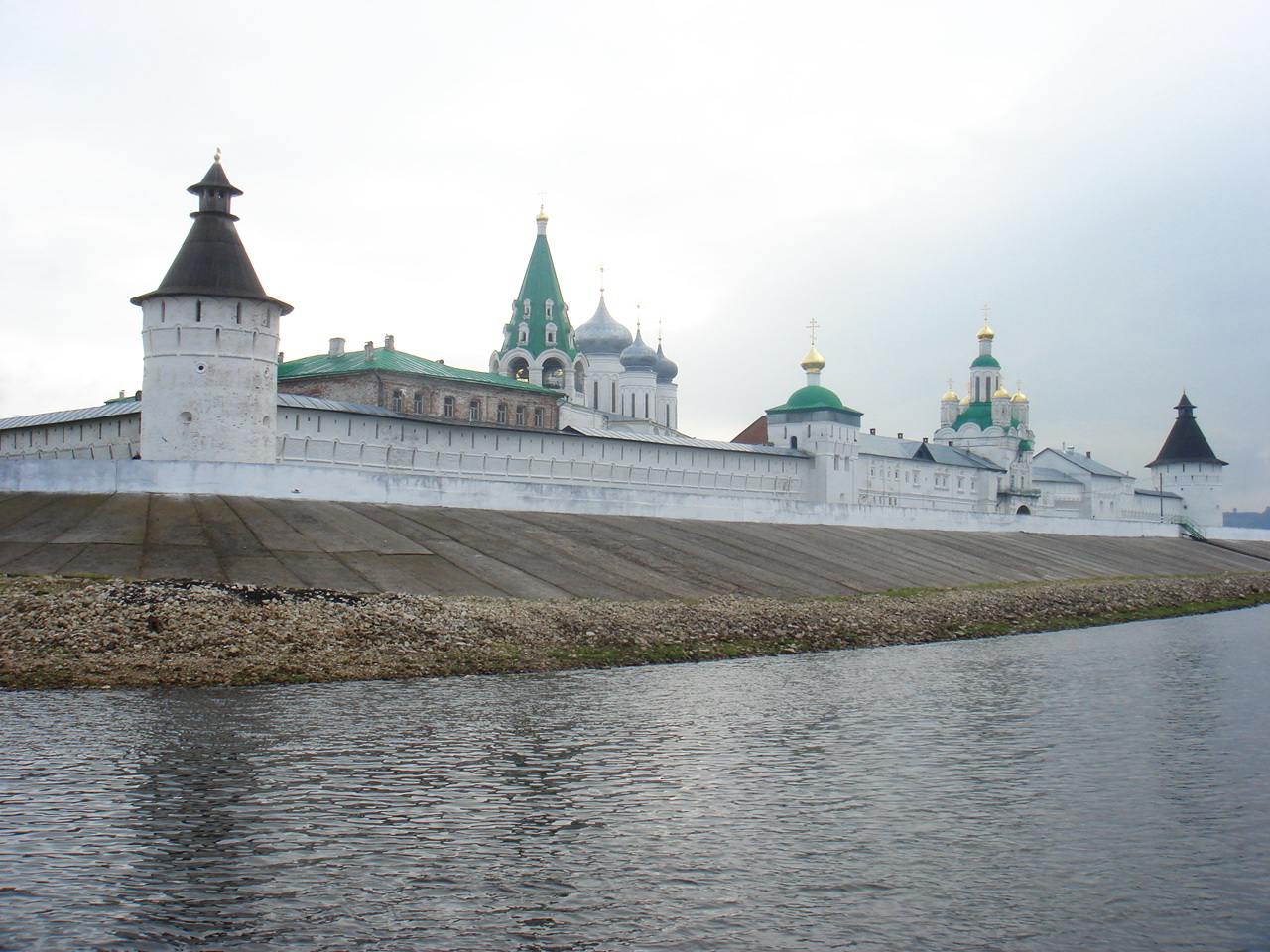
Le monastère de la Trinité-Saint-Macaire vu de la Volga.

- Monastère de la Trinité-Saint-Macaire du village de Makarievo dans le raïon de Lyskovo (féminin).
- Monastère de l'Exaltation-de-la-Croix de Mary du village de Krasnye Mary dans le raïon de Spasskoïé (féminin).

En outre, le monastère du Sauveur de Zelenye Gory est en voie de renaissance. Une célébration en l'honneur des morts de l'ancien monastère y a eu lieu en octobre 2014.